# Waltraud Klasnic
Waltraud Klasnic (27 de outubro de 1945 em Graz, Estíria) é uma política austríaca.
De 1996 até 2005 Waltraud Klasnic foi o Landeshauptmann da Estíria.
A política está casado e tem 3 filhos e 5 netos.